# Contea di Winnebago (Iowa)
La contea di Winnebago (in inglese Winnebago County) è una contea dello Stato dell'Iowa, negli Stati Uniti. La popolazione al censimento del 2000 era di 11 723 abitanti. Il capoluogo di contea è Forest City.